# Dorlisheim
Dorlisheim là một thị trấn trong tỉnh Bas Rhin, thuộc vùng Grand Est của nước Pháp, có dân số là 2167 người (thời điểm 1999). Thị trấn nằm gần biên giới Pháp-Đức.

## Thông tin nhân khẩu
| v.1882 | 1962 | 1968 | 1975 | 1982 | 1990 | 1999 |
| ------ | ---- | ---- | ---- | ---- | ---- | ---- |
| 1848   | 1902 | 2008 | 2078 | 2149 | 2128 | 2167 |

## Nhân vật nổi tiếng
- Ettore Bugatti (1881-1947), người sáng lập hãng ô tô Bugatti
- Jean Bugatti (1909-1939), con trai của Ettore Bugatti